# Valentín Gómez Farías
För andra betydelser, se Valentín Gómez Farías (olika betydelser).
Valentín Gómez Farías född 14 februari 1781 i Guadalajara i Jalisco, död 5 juli 1858 i Mexico City, var en mexikansk politiker och jurist. Han var president i Mexiko under fem perioder 1833, 1834 och 1846 till 1847.